# 257

## Decese
- 2 august: Papa Ștefan I  (n. ?)
- dată necunoscută: Saturnin de Toulouse  (n. ?)